# One Piece (phim 2000)
One Piece: Phim điện ảnh (ワンピース Wan Pīsu, lit. One Piece) là phim điện ảnh 2000 do Toei Company phát hành. Phim dựa trên manga nhiều tập One Piece. Phim được công chiếu vào ngày 3 tháng 4 năm 2000.

## Phân vai
- Tanaka Mayumi vai Monkey D. Luffy
- Nakai Kazuya vai Roronoa Zoro
- Okamura Akemi vai Nami
- Yamaguchi Kappei vai Usopp
- Utsumi Kenji vai El Drago
- Aono Takeshi vai Ganzo
- Imai Yuka vai Tobio
- Nozawa Nachi vai Woonan
- Oba Mahito vai dẫn chuyện
- Matsuno Taiki vai Ganzo nhỏ
- Kusao Takeshi vai Woonan nhỏ
- Kasai Shinsuke vai Danny
- Itō Toshihiro vai Denny
- Sakai Tsurumaru vai Donny